# Ватермал - Босворде
Ватермал – Босворде (на нидерландски: Watermaal-Bosvoorde; на френски: Watermael-Boitsfort) е селище в Централна Белгия, една от 19-те общини, съставляващи Столичен регион Брюксел. Намира се на 5 km югоизточно от центъра на град Брюксел, като 60% от територията на общината е заета от гората Соан. Населението на селището е 25 012 души (по приблизителна оценка от януари 2018 г.).